# Grand Prix Internacional do Oeste RTP 2005
La Volta ao Distrito de Santarém/Grand Prix Internacional do Oeste RTP 2005, nona edizione della corsa e prima con questa denominazione, valido come evento del circuito UCI Europe Tour 2005 categoria 2.2, si svolse su quattro tappe dal 10 al 13 marzo 2005 con partenza ed arrivo a Bombarral su un percorso totale di circa 467,2 km. Fu vinto dal portoghese Cândido Barbosa, che terminò la gara con il tempo di 11 ore 3 minuti e 32 secondi alla media di 42,24 km/h.
Al traguardo finale di Bombarral 110 ciclisti completarono la gara.

## Tappe
| Tappa  | Data     | Percorso                                         | km    | Vincitore di tappa | Leader cl. generale |
| ------ | -------- | ------------------------------------------------ | ----- | ------------------ | ------------------- |
| 1ª     | 10 marzo | Bombarral > Alcobaça                             | 156,8 | Cândido Barbosa    | Cândido Barbosa     |
| 2ª     | 11 marzo | Peniche > Bombarral                              | 158   | Alexei Markov      | Cândido Barbosa     |
| 3ª     | 12 marzo | Torres Vedras > Monte Junto                      | 140,8 | Aitor Pérez        | Cândido Barbosa     |
| 4ª     | 13 marzo | Bombarral > Bombarral - (cronometro individuale) | 11,6  | Alexei Markov      | Cândido Barbosa     |
| Totale | Totale   | Totale                                           | 467,2 |                    |                     |

## Squadre e corridori partecipanti
| N.    | Cod. | Squadra                   |
| ----- | ---- | ------------------------- |
| 1-8   | DEU  | Germania                  |
| 11-18 | RB3  | Rabobank Continental Team |
| 21-28 | BPC  | Barbot-Pascoal            |
| 31-38 | CAB  | Carvalhelhos-Boavista     |
| 41-48 | DUJ  | Duja-Tavira               |
| 51-58 | PRM  | Paredes Rota Dos Moveis   |
| 61-68 | MIL  | Milaneza-Maia             |
| 71-78 | IMO  | Imoholding-Loulé          |

| N.      | Cod. | Squadra                        |
| ------- | ---- | ------------------------------ |
| 81-88   | LAL  | L.A. Aluminios-Liberty Seguros |
| 91-98   | MAD  | Madeinox-A.R. Canelas          |
| 101-108 | SPI  | Spiuk-Semar                    |
| 111-118 | ASC  | ASC-Chenco Jeans               |
| 121-128 | PRT  | Portogallo                     |
| 131-138 | RGA  | Riberalves-Goldnutrition       |
| 141-148 | ORB  | Orbea                          |
| 151-158 | APV  | Andalucía-Paul Versan          |

## Dettagli delle tappe

### 1ª tappa
- 10 marzo: Bombarral > Alcobaça – 156,8 km

Risultati
| Pos. | Corridore       | Squadra        | Tempo    |
| ---- | --------------- | -------------- | -------- |
| 1    | Cândido Barbosa | L.A. Aluminios | 3h31'54" |
| 2    | Alexei Markov   | Milaneza-Maia  | s.t.     |
| 3    | Alberto Benito  | Barbot-Pascoal | s.t.     |

| Pos. | Corridore       | Squadra        | Tempo    |
| ---- | --------------- | -------------- | -------- |
| 1    | Cândido Barbosa | L.A. Aluminios | 3h31'39" |
| 2    | Alexei Markov   | Milaneza-Maia  | a 9"     |
| 3    | Alberto Benito  | Barbot-Pascoal | a 11"    |

### 2ª tappa
- 11 marzo: Peniche > Bombarral – 158 km

Risultati
| Pos. | Corridore       | Squadra        | Tempo    |
| ---- | --------------- | -------------- | -------- |
| 1    | Alexei Markov   | Milaneza-Maia  | 3h42'12" |
| 2    | Cândido Barbosa | L.A. Aluminios | s.t.     |
| 3    | Ion Del Rio     | Andalucía      | s.t.     |

| Pos. | Corridore       | Squadra        | Tempo    |
| ---- | --------------- | -------------- | -------- |
| 1    | Cândido Barbosa | L.A. Aluminios | 7h13'42" |
| 2    | Alexei Markov   | Milaneza-Maia  | a 7"     |
| 3    | Ion Del Rio     | Andalucía      | a 15"    |

### 3ª tappa
- 12 marzo: Torres Vedras > Monte Junto - 140,8 km

Risultati
| Pos. | Corridore        | Squadra        | Tempo    |
| ---- | ---------------- | -------------- | -------- |
| 1    | Aitor Pérez      | Spiuk-Semar    | 3h35'06" |
| 2    | Gustavo Domingez | Orbea          | a 4"     |
| 3    | Cândido Barbosa  | L.A. Aluminios | s.t.     |

| Pos. | Corridore        | Squadra        | Tempo     |
| ---- | ---------------- | -------------- | --------- |
| 1    | Cândido Barbosa  | L.A. Aluminios | 10h48'45" |
| 2    | Aitor Pérez      | Spiuk-Semar    | a 17"     |
| 3    | Gustavo Domingez | Orbea          | a 25"     |

### 4ª tappa
- 13 marzo: Bombarral > Bombarral – Cronometro individuale – 11,6 km

Risultati
| Pos. | Corridore       | Squadra        | Tempo  |
| ---- | --------------- | -------------- | ------ |
| 1    | Alexei Markov   | Milaneza-Maia  | 14'43" |
| 2    | Cândido Barbosa | L.A. Aluminios | a 4"   |
| 3    | Carlos Castaño  | Andalucía      | a 11"  |

| Pos. | Corridore       | Squadra        | Tempo     |
| ---- | --------------- | -------------- | --------- |
| 1    | Cândido Barbosa | L.A. Aluminios | 11h03'32" |
| 2    | Aitor Pérez     | Spiuk-Semar    | a 25"     |
| 3    | Carlos Castaño  | Andalucía      | a 46"     |

## Classifiche finali

### Classifica generale
| Pos. | Corridore              | Squadra        | Tempo     |
| ---- | ---------------------- | -------------- | --------- |
| 1    | Cândido Barbosa        | L.A. Aluminios | 11h03'32" |
| 2    | Aitor Pérez            | Spiuk-Semar    | a 25"     |
| 3    | Carlos Castaño         | Andalucía      | a 46"     |
| 4    | Gustavo Domingez       | Orbea          | a 47"     |
| 5    | Héctor Guerra          | L.A. Aluminios | a 58"     |
| 6    | Francisco Tomás García | Paredes        | a 1'12"   |
| 7    | Serge Pauwels          | Rabobank Con.  | a 1'15"   |
| 8    | Juan Olmo              | Duja-Tavira    | a 1'28"   |
| 9    | Francisco Pérez        | Milaneza-Maia  | a 1'29"   |
| 10   | David Martin           | Barbot-Pascoal | a 1'35"   |

### Classifica scalatori
| Pos. | Corridore        | Squadra        | Punti |
| ---- | ---------------- | -------------- | ----- |
| 1    | Aitor Pérez      | Spiuk-Semar    | 26    |
| 2    | Gustavo Domingez | Orbea          | 15    |
| 3    | Cândido Barbosa  | L.A. Aluminios | 13    |
| 4    | David Martin     | Barbot-Pascoal | 13    |
| 5    | Juan Olmo        | Duja-Tavira    | 10    |

### Classifica giovani
| Pos. | Corridore        | Squadra        | Tempo     |
| ---- | ---------------- | -------------- | --------- |
| 1    | Gustavo Domingez | Orbea          | 11h04'19" |
| 2    | Serge Pauwels    | Rabobank Con.  | a 28"     |
| 3    | David Martin     | Barbot-Pascoal | a 48"     |
| 4    | Luis Pinheiro    | L.A. Aluminios | a 1'07"   |
| 5    | William Walker   | Rabobank Con.  | a 1'16"   |

### Classifica a squadre
| Pos. | Squadra                        | Tempo     |
| ---- | ------------------------------ | --------- |
| 1    | L.A. Aluminios-Liberty Seguros | 33h13'12" |
| 2    | Milaneza-Maia                  | a 1'17"   |
| 3    | Orbea                          | a 2'23"   |
| 4    | Rabobank Continental Team      | a 2'31"   |
| 5    | Andalucía-Paul Versan          | a 3'19"   |